# Cuatro Cañadas
Cuatro Cañadas – miasto w Boliwii, w departamencie Santa Cruz, w prowincji Ñuflo de Chávez.